# Rakip Suli
Rakip Suli (ur. 22 września 1965 w Debarze) – albański przedsiębiorca i polityk, deputowany do Zgromadzenia Albanii z ramienia Socjalistycnzej Partii Albanii.

## Życiorys
Założył przedsiębiorstwa Aurora Group Sh.p.k. oraz LID.
W latach 2013–2019 zasiadał w Zgromadzeniu Albanii jako reprezentant Socjalistycznej Partii Albanii.